# Adam Jones (rugby à XV)
Pour les articles homonymes, voir Adam Jones et Jones.

a Compétitions nationales et continentales officielles uniquement.

b Matchs officiels uniquement.
Dernière mise à jour le 25 septembre 2018.
Adam Rhys Jones, né le 8 mars 1981 à Abercrave, est un joueur de rugby à XV gallois évoluant au poste de pilier. Il termine sa carrière chez les Harlequins en 2018, après avoir notamment fait un passage remarqué de 11 ans chez les Ospreys.

## Carrière
Jones joue avec les Ospreys depuis 2003 et débute avec l'Équipe du pays de Galles de rugby à XV contre l'Angleterre la même année. Il devient vite un titulaire au sein de la sélection disputant toutes les grandes compétitions : participations à la Coupe du monde et au Tournoi des Six Nations.

## Palmarès

### En équipe nationale
- Vainqueur du Tournoi des six nations 2005 avec Grand Chelem
- Vainqueur du Tournoi des six nations 2008 avec Grand Chelem
- Vainqueur du Tournoi des six nations 2012 avec Grand Chelem
- Vainqueur du Tournoi des six nations 2013

### En club
- 4 fois vainqueur du Pro 12  en 2005, 2007, 2010 et 2012
- Vainqueur de la Coupe anglo-galloise en 2008

### En tant qu'entraîneur
- Champion d'Angleterre en 2021 avec les Harlequins

## Statistiques en équipe nationale
- 95 sélections
- 10 points (2 essais)
- Sélections par années :
- Tournois des six nations disputés : 7 en 2003, 9 en 2004, 10 en 2005, 11 en 2006, 7 en 2007, 8 en 2008, 4 en 2009, 12 en 2010, 7 en 2011, 8 en 2012, 6 en 2013, 6 en 2014
- Participations à la Coupe du monde : 2003, 2007, 2011